# Shoqëria Sportive Vllaznia

Logo des Fußballclubs

Die Shoqëria Sportive Vllaznia (Gegisch für Sportgesellschaft Brüderlichkeit; auch Klubi Sportiv Vllaznia; abgekürzt oft nur Vllaznia) ist ein albanischer Sportclub aus Shkodra. Der Traditionsverein gilt als ältester Klub Albaniens.

## Geschichte

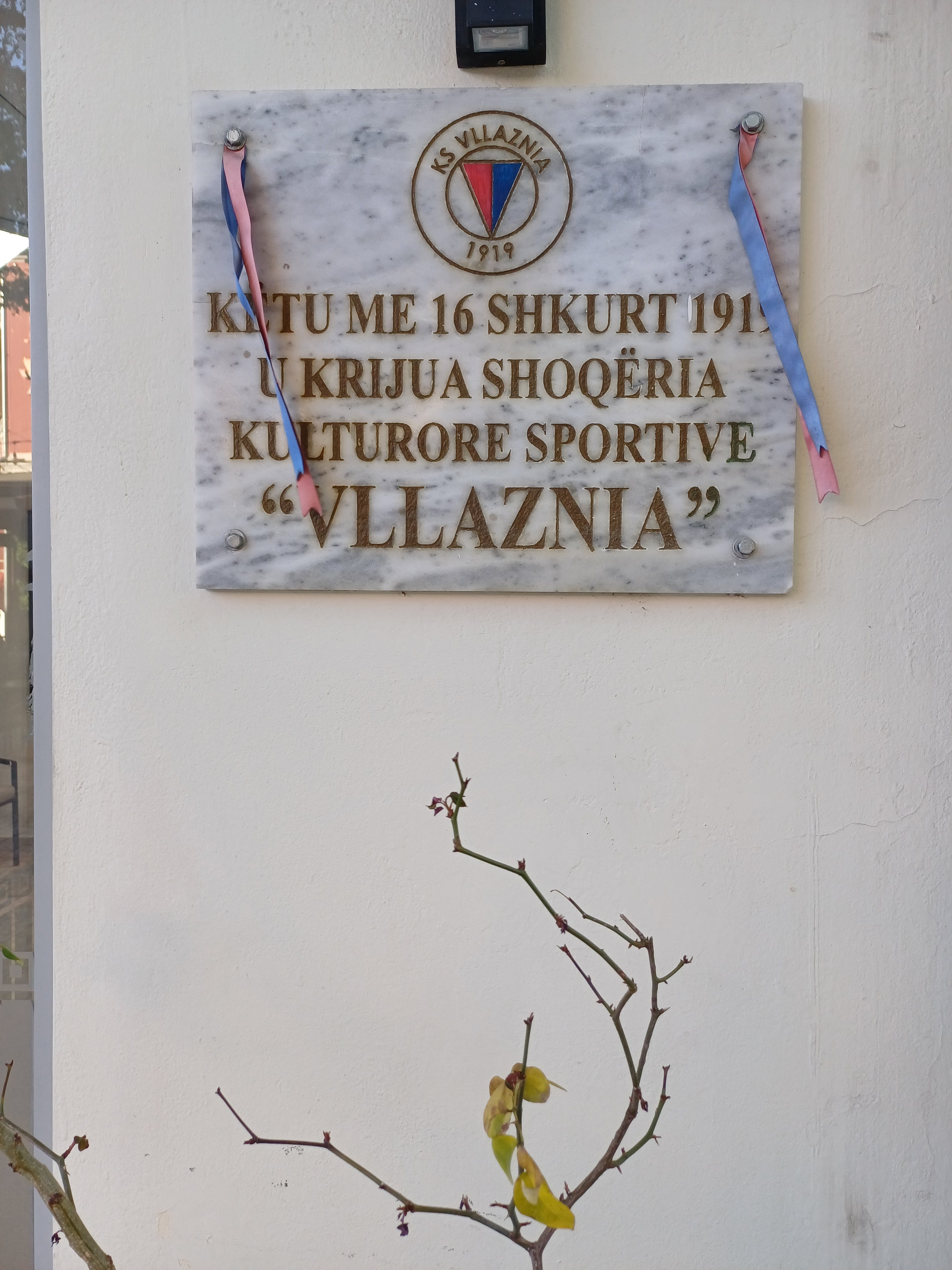
Erinnerungstafel zur Gründung der Gesellschaft 1919

Die Gesellschaft Vllaznia wurde am 16. Februar 1919 gegründet als Zusammenschluss der Gesellschaft Mustafa Pasha und einer nach Pashko Vasa benannten Gesellschaft. Während in Letzterer katholische Shkodraner vereinigt waren, war Erstere eine Vereinigung muslimischer Stadtbürger. Die vereinigte Gesellschaft verstand sich als patriotische Vereinigung und war in den Themen Literatur, Theater, Musik und Gymnastik aktiv. Zu den ersten Aktivitäten der Gesellschaft gehörten die Gründung einer Schule und einer Bibliothek sowie die Organisation von sportlichen Wettkämpfen. Erster Vorsitzender der Gesellschaft Vllaznia war Hilë Mosi. Unter den Gründungsmitgliedern und Vorstandsmitgliedern war auch Kel Marubi. Für den Sportbereich war Kol Margjini verantwortlich.
1920 organisierte Vllaznia den ersten Leichtathletik-Wettkampf in Albanien. 1925 wurde die erste Radrundfahrt durchgeführt, die als erste Austragung der Tour of Albania gilt. Zu dieser Zeit wurde von der Gesellschaft auch die Sportzeitung „Gazeta e Sportit“ herausgegeben.

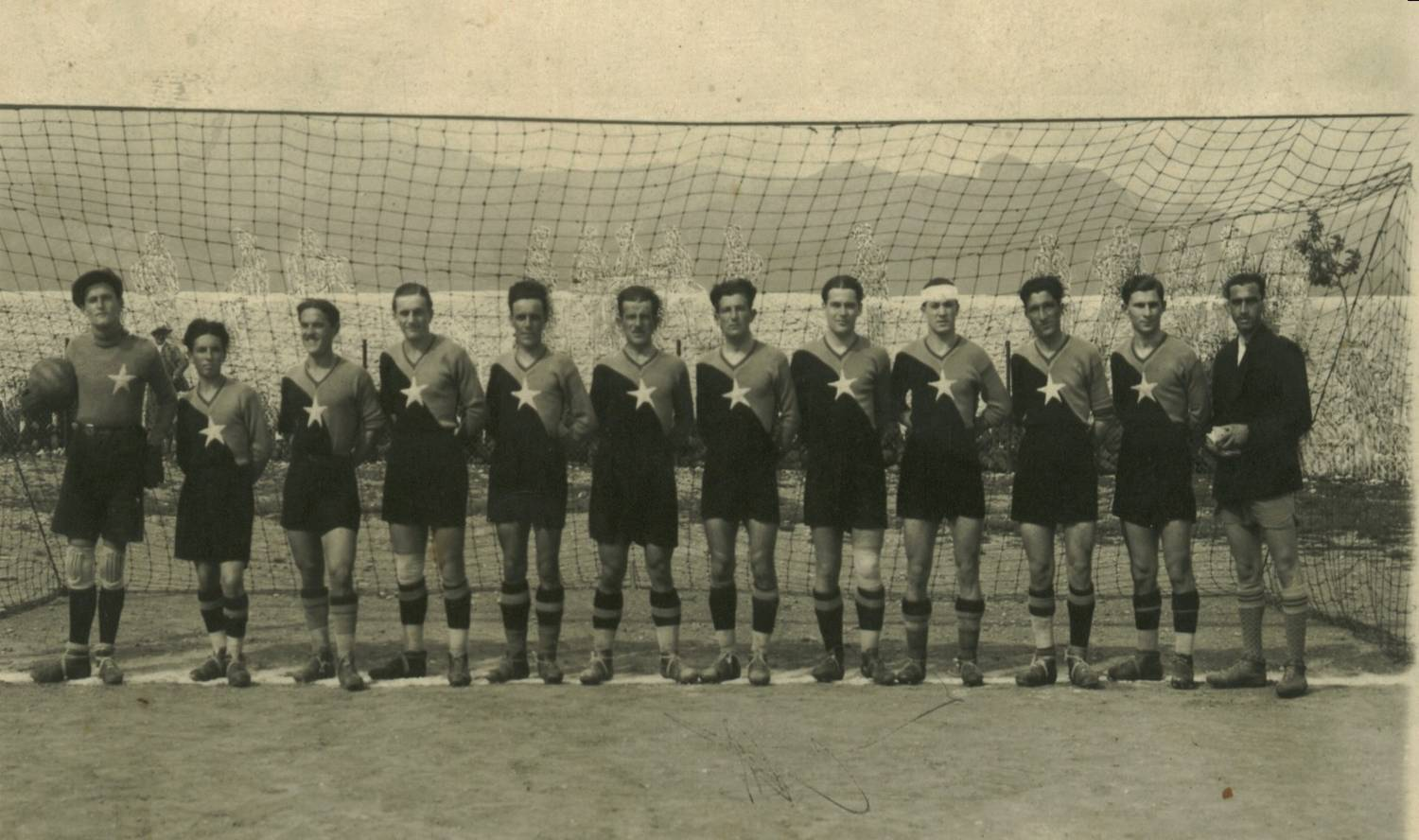
Mannschaft von Bashkimi Shkodran 1935

Zu dieser Zeit existierten in Shkodra sieben Sportclubs. Vllaznia gilt als ältester Club Albaniens, wobei schon 1908 in Elbasan die Kultur- und Sportvereinigung Aferdita gegründet worden war. Im Jahr 1930 vereinigten sich fünf der Shkodraner Sportclubs zu Bashkimi Sportiv Shkodran (Shkodraner Sportvereinigung). Dieser vertrat auch die Stadt, als im gleichen Jahr die erste albanische Fußballmeisterschaft ausgetragen wurde. Am 11. April 1935 wurde die Vllaznia wiedergegründet. Nach der Besetzung Albaniens durch Italien im Jahr 1939 bis zum Ende des Zweiten Weltkriegs war der Verein inaktiv. 1945 gewann Vllaznia gleich – und zum ersten Mal – die Fußballmeisterschaft.
Im Rahmen der Feierlichkeiten zum 100-jährigen Jubiläum ehrte der albanische  Präsident Ilir Meta zahlreiche Sportler von Vllaznia und zeichnete auch den Verein als solchen aus.

## Sportarten
Seit der Gründung war Vllaznia in verschiedenen Sportarten tätig. Zusammen mit den Stadtclubs aus der Hauptstadt KF Tirana, Dinamo Tirana und Partizani gehört Vllaznia zu den albanischen Sportclubs mit den meisten nationalen Titelgewinnen. Aktuell werden folgende Sportarten bei Vllaznia ausgeübt (Stand 2020):
- Fußball: Futboll Klub Vllaznia Shkodra  Erste Mannschaft der Männer: neunfacher albanischer Meister; sechsfacher Gewinner des albanischen Fußballpokals; zweifacher Sieger des Supercups  Erste Mannschaft der Frauen: sechsfacher albanischer Meister der Frauen (Rekordmeister; 2013 Zusammenschluss mit KS Ada Velipoja, die zuvor drei Mal die Meisterschaft gewonnen hatten)
- Basketball: Klubi Basketboll Vllaznia  Männer: neunfacher albanischer Meister; zwölf Cup-Siege; ein Supercup-Sieg  Frauen (aktuell nicht in der höchsten Meisterschaft): zwei Cup-Siege
- Volleyball:   Männer: ein Meisterschaftsgewinn; sechsfacher Cup-Sieger  Frauen: dreifache albanische Meister; dreifacher Cup-Sieger
- Boxen
- Gewichtheben (Europameister Erkand Qerimaj)
- Leichtathletik (Halleneuropameister Izmir Smajlaj)
- Radsport
- Ringen (erster Club des Weltmeisters Elis Guri)
- Gymnastik
- Judo
- Handball
- Schach
- Schwimmen
- Tischtennis

## Sportstätten
Für den Fußballclub steht in Shkodra das städtische Loro-Boriçi-Stadion zur Verfügung, das seit der Restaurierung von 2016 auch für internationale Partien genutzt werden kann.
Die meisten Spiele werden in der Sporthalle Pallati i Sportit Qazim Dervishi ausgeübt, die sich gleich neben dem Stadion befindet. Die Halle wurde 2014 renoviert.